# Андре де Грассе
Андре де Грассе (англ. Andre De Grasse; нар. 10 жовтня 1994) — канадський легкоатлет, який спеціалізується в бігу на короткі дистанції.

## Із життєпису
Олімпійський чемпіон (2021) та срібний олімпійський призер (2021) у бігу на 200 метрів.
Срібний олімпійський призер у бігу в естафетному бігу 4×100 метрів (2021).
Бронзовий олімпійський призер у бігу на 100 метрів (2016, 2021) та в естафеті 4×100 метрів (2016).
Срібний призер чемпіонату світу в бігу на 200 метрів (2019).
Бронзовий призер чемпіонатів світу у бігу на 100 метрів (2015, 2019) та в естафеті 4×100 метрів (2015).
Переможець Світових естафет в естафеті 4×200 метрів (2017).
Чемпіон Панамериканських ігор у бігу на 100 та 200 метрів (2015).
Чемпіони Канади у бігу на 100 метрів (2015, 2016, 2017) та 200 метрів (2017).
Тренується під керівництвом американського тренера Рани Райдера (англ. Rana Raider).

## Основні міжнародні виступи
| Рік  | Змагання             | Місто          | Місце            | Дисципліна | Примітки         |
| ---- | -------------------- | -------------- | ---------------- | ---------- | ---------------- |
| 2014 | Ігри Співдружності   | Глазго         | 3пф5             | 200 м      |                  |
| 2014 | DNF                  | 4×100 м        |                  |            |                  |
| 2015 | Панамериканські ігри | Торонто        | 1                | 100 м      | Відео на YouTube |
| 2015 | 1                    | 200 м          | Відео на YouTube |            |                  |
| 2015 | DQ                   | 4×100 м        |                  |            |                  |
| 2015 | Чемпіонат світу      | Пекін          | 3                | 100 м      | Відео на YouTube |
| 2015 | 3                    | 4×100 м        | Відео на YouTube |            |                  |
| 2016 | Олімпійські ігри     | Ріо-де-Жанейро | 3                | 100 м      | Відео на YouTube |
| 2016 | 2                    | 200 м          | Відео на YouTube |            |                  |
| 2016 | 3                    | 4×100 м        | Відео на YouTube |            |                  |
| 2017 | Світові естафети     | Нассау         | DNF              | 4×100 м    |                  |
| 2017 | 1                    | 4×200 м        |                  |            |                  |
| 2019 | Світові естафети     | Йокогама       | 3                | 4×100 м    | Відео на YouTube |
| 2019 | Чемпіонат світу      | Доха           | 3                | 100 м      | Відео на YouTube |
| 2019 | 2                    | 200 м          | Відео на YouTube |            |                  |
| 2021 | Олімпійські ігри     | Токіо          | 3                | 100 м      | Відео на YouTube |
| 2021 | 1                    | 200 м          | Відео на YouTube |            |                  |
| 2021 | [a]                  | 4×100 м        | Відео на YouTube |            |                  |
| 2022 | Чемпіонат світу      | Юджин          | 20 (пф.)         | 100 м      |                  |
| 2022 | DNS                  | 100 м          |                  |            |                  |
| 2022 | 1                    | 4×100 м        |                  |            |                  |

a  По закінченні Ігор, член британської естафетної команди Чиджинду Уджа був відсторонений від змагань за підозрою у порушенні антидопінгових правил внаслідок виявлення в його крові забороненого препарату. 18 лютого 2022 Міжнародний спортивний трибунал підтвердив порушення спортсмена, внаслідок чого британські спринтери були позбавлені срібних нагород.
Ймовірно, що внаслідок дискваліфікації срібні медалі будуть перерозподілені на користь канадського естафетного квартета, а бронзові — будуть вручені китайським спринтерам, які на фініші забігу були третіми та четвертими відповідно.